# Redbone
Redbone — американская рок-группа, образовавшаяся в 1969 году в Лос-Анджелесе, Калифорния, и исполнявшая фанк-рок с элементами ритм-энд-блюза, джаза, латинских влияний и музыки кейджн. Одним из инициаторов создания Redbone был Джими Хендрикс: именно он предложил братьям Пэту и Лолли Васкесам, выступавших прежде под собственными именами, сформировать первую в США «истинно индейскую рок-группу». Коммерческий успех ансамблю принесли три хит-сингла: «Maggie» (1970), «The Witch Queen of New Orleans» и «Come and Get Your Love» — третий из них в 1974 году поднялся до 4-го места в Billboard 200.
Кроме того, в 1973 году Redbone выпустили синглом «We Were All Wounded at Wounded Knee» (о бойне на ручье Вундед-Ни 1890 года). Песня стала хитом в нескольких европейских странах и поднялась до #1 в Голландии; в США же — не только не была выпущена, но и оказалась запрещённой на многих радиостанциях.
Свою версию «Come and Get Your Love» в стилистике евро-регги в 1995 году записал евродэнс-проект Real McCoy; сингл вошёл в Тор-10 Канады, Нидерландов, Финляндии и Новой Зеландии.

## Дискография
| - Redbone (1970) - Potlatch (1970) - Message from a Drum (1971) - The Witch Queen of New Orleans (европейский релиз Message from a Drum, выпущенный под другой обложкой, 1971) - Already Here (1972) - Wovoka (1973) - Beaded Dreams Through Turquoise Eyes (1974) - Cycles (1977) - One World (2005) | - Come & Get Your Redbone (1975) - The Best of Redbone (1976) - The Very Best of Redbone (1991) - Redbone Live (концертный сборник, 1994) - Great Songs (Come and Get Your Love) (1995) - Golden Classics (1996) - To the Bone (1998) - Redbone and Wet Willie: Take Two (2002) - The Essential Redbone (2003) |  |